# Nagrada Man Booker International
Nagrada Man Booker International, tj. međunarodna Bookerova nagrada za književno stvaralaštvo, je književna nagrada za koju se natječu književnici iz cijelog svijeta, uz uvjet da im je djelo napisano ili prevedeno na engleski jezik.
Nagrada je bijenalna, utemeljena 2005. godine kako bi upotpunila nagradu "Booker".

## Dobitnici

### 2005.
- Ismail Kadare

### 2007.
- Chinua Achebe

## Poveznice
- Nagrada Booker